# Renault Towncar
Renault типу СВ Town Car — автомобіль, що виготовлявся у 1912—1933 роках компанією Renault.
У 1912 р. один з автомобілів цієї марки, куплений Вільямом Картером, потрапив на борт параплава «Титанік», що прямував із Саутгемптона до Нью-Йорка. Картер вижив, однак автомобіль затонув разом з кораблем. На замовлення кінокомпанії «Двадцяте Століття Фокс» для картини «Титанік» була виконана репліка автомобіля. Завдяки наявним у Картера документам автомобіль відтворили дуже точно.